# Stenorache nubilosa
Stenorache nubilosa är en fjärilsart som beskrevs av George Francis Hampson 1894. Stenorache nubilosa ingår i släktet Stenorache och familjen nattflyn. Inga underarter finns listade i Catalogue of Life.